# Phanerophlebiopsis bipinnata
Phanerophlebiopsis bipinnata là một loài thực vật có mạch trong họ Dryopteridaceae. Loài này được S.F. Wu miêu tả khoa học đầu tiên năm 1993.